# Citroën C-Metisse
C-Metisse er Citroëns konceptbil i den nye klasse for 4-dørs coupéer. C-Metisses døre er dog ikke af den almindelige type men åbnes opad ligesom det kendes fra Lamborghini, dvs. at når alle fire døre står åbne får bilen et meget unikt "sakseudseende". Ligesom C-Airdream er der lagt stor vægt på et markant design og ekstremt god aerodynamik.

## Teknisk beskrivelse
Konceptbilen er udstyret med hybrid-teknologi, og den har derfor en kraftig dieselmotor foran, og to el-motorer indbygget i baghjulene.

## Andre konceptbiler fra Citroën
- Citroën C-Airdream
- Citroën C-Crosser
- Citroën C-Sportlounge
- Citroën C-Buggy